# Torsten Winge
Torsten Olof Winge, född 10 maj 1886 i Norrköping, död 6 maj 1969 i Hedvig Eleonora församling i Stockholm, var en svensk skådespelare.
Torsten Winge var son till spinnmästaren Gustaf Leonard Winge och Maria Kristina Westlund. Han vann efter ett par års språk- och teaterstudier i England och Frankrike 1908 inträde vid Dramatiska teaterns elevskola, som han 1910 lämnade för att ansluta sig till Einar Fröbergs sällskap, vilket han tillhörde till 1912. 1913–1915 var han engagerad vid Intima teatern och 1915–1918 vid Blancheteatern. Efter några års landsortsturnéer och teaterstudier utomlands, speciellt i Paris 1920–1921, engagerades han 1922 vid Dramatiska teatern. 1945 blev han pensionerad men fortsatte att uppträda, särskilt i en del av sina tidigare favoritroller.
Torsten Winge är begravd på Norra begravningsplatsen i Norrköping.

## Filmografi (i urval)
- 1917 – Thomas Graals bästa film
- 1918 – Thomas Graals bästa barn
- 1919 – Herr Arnes pengar
- 1920 – Bodakungen
- 1920 – Robinson i skärgården
- 1922 – Thomas Graals myndling
- 1924 – Där fyren blinkar
- 1925 – Damen med kameliorna
- 1926 – Hon, den enda
- 1930 – Ulla, min Ulla
- 1930 – För hennes skull
- 1935 – Smålänningar
- 1935 – Kanske en gentleman
- 1935 – Valborgsmässoafton
- 1936 – Bröllopsresan
- 1937 – Vi går landsvägen
- 1938 – Blixt och dunder
- 1939 – Landstormens lilla Lotta
- 1940 – Pinocchio (röst till Benjamin Syrsa)[3]
- 1940 – Hennes melodi
- 1940 – Blyge Anton
- 1941 – Tåget går klockan 9
- 1941 – Lasse-Maja
- 1942 – Himlaspelet
- 1942 – Lyckan kommer
- 1942 – Flickan i fönstret mitt emot
- 1942 – Livet på en pinne
- 1943 – Herr Collins äventyr
- 1944 – Lev farligt
- 1945 – 13 stolar
- 1945 – Trötte Teodor
- 1946 – Onsdagsväninnan
- 1947 – Vår Herre tar semester
- 1947 – Nattvaktens hustru
- 1949 – Människors rike
- 1950 – Kvartetten som sprängdes
- 1955 – Friarannonsen
- 1956 – Sjunde himlen
- 1956 – Flickan i frack
- 1958 – Mannekäng i rött
- 1958 – Musik ombord
- 1958 – Damen i svart
- 1959 – Får jag låna din fru?
- 1960 – Djävulens öga
- 1961 – Lustgården

## Teater

### Roller (ej komplett)
| År   | Roll                            | Produktion                                                           | Regi               | Teater            |
| ---- | ------------------------------- | -------------------------------------------------------------------- | ------------------ | ----------------- |
| 1908 | Fiolspelare Almanzor            | De löjliga preciöserna Molière                                       | Emil Grandinson    | Dramaten          |
| 1908 | Bondfolk                        | Samvetets mask Ludwig Anzengruber                                    | Gustaf Linden      | Dramaten          |
| 1913 | Frédéric de Fougerolles         | En parisare Edmond Gondinet                                          | Knut Michaelson    | Intima teatern    |
| 1913 | Lundberg, skådespelare          | Simpson och Delila Sven Lange                                        | Emil Grandinson    | Intima teatern    |
| 1913 | Ladislas Peterberg              | Dynastin Peterberg Mikael Lybeck                                     | Knut Michaelson    | Intima teatern    |
| 1913 | Kongl. sekter Thévander         | Positivhataren August Blanche                                        | Knut Michaelson    | Intima teatern    |
| 1914 | Marcel Chainay                  | Den skotska regnkragen Sacha Guitry                                  | Knut Michaelson    | Intima teatern    |
| 1914 | Edward Fullarton                | Jagad John Galsworthy                                                | Emil Grandinson    | Intima teatern    |
| 1914 | Henry                           | En butiksfröken Frantz Fonson och Ferdinand Wickeler                 | Gustaf Collijn     | Intima teatern    |
| 1914 | Parodi                          | Den fule Ferante Sabatino Lopez                                      | Emil Grandinson    | Intima teatern    |
| 1914 | Greve Svante Puke               | Karlavagnen Tor Hedberg                                              | Einar Fröberg      | Intima teatern    |
| 1914 | Roth                            | Boubouroche Georges Courteline                                       | Einar Fröberg      | Intima teatern    |
| 1914 | Floch                           | Undervattensbåten Svalan A Moureaux och J Perard                     | Einar Fröberg      | Intima teatern    |
| 1914 | Prins Mendelé                   | Arabia land Anna Maria Roos                                          |                    | Intima teatern    |
| 1915 | Kolja                           | Attentatet Leo Birinski                                              | Emil Grandinson    | Intima teatern    |
| 1915 | Förste herren                   | Djävulen Ferenc Molnár                                               | Einar Fröberg      | Intima teatern    |
| 1915 | Leip                            | Kärleken till nästan Gunnar Heiberg                                  | Emil Grandinson    | Intima teatern    |
| 1915 | Doktor Cajus                    | Muntra fruarna i Windsor William Shakespeare                         | Emil Grandinson    | Intima teatern    |
| 1915 | Abrahamsens                     | Den politiske kannstöparen Ludvig Holberg                            | Einar Fröberg      | Intima teatern    |
| 1919 | Kandidat Hammer                 | Nej, vaudeville Johan Ludvig Heiberg                                 | Josua Bengtson     | Intima teatern    |
| 1919 | Theodor                         | Den nya garnisonen Louis Angely och C.G. Etienne                     | Josua Bengtson     | Intima teatern    |
| 1920 | Henry de Saint-Servant          | Aigretten Dario Niccodemi                                            | Einar Fröberg      | Intima teatern    |
| 1922 | Hubert de Linancourt            | Riddar Blåskäggs åttonde hustru Alfred Savoir                        | Olof Molander      | Dramaten          |
| 1923 | Grosshandlare Ludvig            | Kära släkten Gustav Esmann                                           | Tor Hedberg        | Dramaten          |
| 1923 | Leonard                         | Vägen till Dover A. A. Milne                                         | Karl Hedberg       | Dramaten          |
| 1923 | Kyparen                         | Sköldpaddskammen Richard Kessler                                     | Karl Hedberg       | Dramaten          |
| 1923 | Amandus Meyer                   | Föräldrar Otto Benzon                                                | Olof Molander      | Dramaten          |
| 1923 | Diggory                         | Värdshuset Råbocken Oliver Goldsmith                                 | Olof Molander      | Dramaten          |
| 1924 | Bob                             | Äventyrens värld Christian Günther                                   | Karl Hedberg       | Dramaten          |
| 1924 | Andre mannen                    | Knock Jules Romains                                                  | Karl Hedberg       | Dramaten          |
| 1925 | Gaston Rieux                    | Kameliadamen Alexandre Dumas d. y.                                   | Olof Molander      | Dramaten          |
| 1925 | Pedersen                        | Swedenhielms Hjalmar Bergman                                         | Gustaf Linden      | Dramaten          |
| 1925 | Bobby Williams                  | Storstädning Frederick Lonsdale                                      | Olof Molander      | Dramaten          |
| 1925 | Dauphin                         | Sankta Johanna George Bernard Shaw                                   | Gustaf Linden      | Dramaten          |
| 1926 | Bertoldo                        | Henrik IV Luigi Pirandello                                           | Gustaf Linden      | Dramaten          |
| 1926 | Ernest                          | Societet W. Somerset Maugham                                         | Gustaf Linden      | Dramaten          |
| 1927 | Hälsovårdsministern             | Doktor Mirakel Robert de Flers och Franois de Croisset               | Karl Hedberg       | Dramaten          |
| 1927 | Thomas Diaforius                | Den inbillade sjuke Molière                                          | Olof Molander      | Dramaten          |
| 1928 | Bisittaren                      | Hoppla, vi lever! Ernst Toller                                       | Per Lindberg       | Dramaten          |
| 1928 | Csato                           | Försvarsadvokaten Ferenc Molnar                                      | Karl Hedberg       | Dramaten          |
| 1928 | Pater Looe                      | Ryktbarhet Arnold Bennett                                            | Gustaf Linden      | Dramaten          |
| 1928 | Dandyn                          | Fåglarna Aristofanes                                                 | Olof Molander      | Dramaten          |
| 1929 | Abbén                           | Den oemotståndlige Jean Sarment                                      | Olof Molander      | Dramaten          |
| 1929 | Brégaillon                      | Nyss utkommen! Édouard Bourdet                                       | Gustaf Linden      | Dramaten          |
| 1930 | Roger de Berville               | Topaze Marcel Pagnol                                                 | Gustaf Linden      | Dramaten          |
| 1930 | John Potter                     | Ungkarlspappan Edward Childs Carpenter                               | Olof Molander      | Dramaten          |
| 1931 | Bredberg                        | Thalias barn Tor Hedberg                                             | Gustaf Linden      | Dramaten          |
| 1931 | Proteus, premiärminister        | Karusellen George Bernard Shaw                                       | Gustaf Linden      | Dramaten          |
| 1931 | Job Trotter                     | Pickwick-klubben František Langer efter Charles Dickens              | Olof Molander      | Dramaten          |
| 1932 | Georges Boutin                  | Fröken Jacques Deval                                                 | Olof Molander      | Dramaten          |
| 1932 | Peter Ivanovitj Bobtjinskij     | Revisorn Nikolaj Gogol                                               | Alf Sjöberg        | Dramaten          |
| 1932 | Noak                            | Guds gröna ängar Marc Connelly                                       | Olof Molander      | Dramaten          |
| 1932 | Brej                            | Över förmåga Björnstjerne Björnson                                   | Alf Sjöberg        | Dramaten          |
| 1933 | Nils                            | Mäster Olof August Strindberg                                        | Olof Molander      | Dramaten          |
| 1933 | Herr Blanquet                   | En fågel i handen John Drinkwater                                    | Rune Carlsten      | Dramaten          |
| 1934 | Greven                          | De hundra dagarna Benito Mussolini och Giovacchino Forzano           | Rune Carlsten      | Dramaten          |
| 1934 | Monsieur Ballon                 | Per Gynt (Peer Gynt) Henrik Ibsen                                    | Per Lindberg       | Kungliga Operan   |
| 1934 | Bacillen                        | För sant att vara bra George Bernard Shaw                            | Rune Carlsten      | Dramaten          |
| 1934 | Fag                             | Rivalerna Richard Brinsley Sheridan                                  | Alf Sjöberg        | Dramaten          |
| 1934 | Bobin                           | Den italienska halmhatten Eugene Labiche                             | Olof Molander      | Dramaten          |
| 1934 | Schwartzbergh                   | En hederlig man Sigfrid Siwertz                                      | Alf Sjöberg        | Dramaten          |
| 1935 | Redaktör Fogel                  | Kvartetten som sprängdes Birger Sjöberg                              | Rune Carlsten      | Dramaten          |
| 1936 | Sid Davis                       | Ljuva ungdomstid Eugene O'Neill                                      | Rune Carlsten      | Dramaten          |
| 1936 | Sagamore                        | Millionärskan George Bernard Shaw                                    | Alf Sjöberg        | Dramaten          |
| 1936 | Rodrigo                         | Spökdamen Calderon de la Barca                                       | Olof Molander      | Dramaten          |
| 1936 | Gyllberg                        | Fridas visor Birger Sjöberg                                          | Rune Carlsten      | Dramaten          |
| 1937 | Doktor Rudolf Wegener Charmören | Vår ära och vår makt Nordahl Grieg                                   | Alf Sjöberg        | Dramaten          |
| 1937 | Ostoire                         | Khaki Paul Raynal                                                    | Alf Sjöberg        | Dramaten          |
| 1938 | Richard Greatham                | Höfeber Noël Coward                                                  | Alf Sjöberg        | Dramaten          |
| 1938 | Redaktör Valand                 | Spel på havet Sigfrid Siwertz                                        | Alf Sjöberg        | Dramaten          |
| 1939 | Piene                           | Paul Lange och Tora Parsberg Björnstjerne Björnson                   | Rune Carlsten      | Dramaten          |
| 1940 | En munk                         | Mycket väsen för ingenting William Shakespeare                       | Alf Sjöberg        | Dramaten          |
| 1940 | Mr de Pinna                     | Koppla av Moss Hart                                                  | Carlo Keil-Möller  | Dramaten          |
| 1940 | Bibliotekarien                  | Den lilla hovkonserten Toni Impekoven och Paul Verhoeven             | Rune Carlsten      | Dramaten          |
| 1942 | Gubben med röda näsan           | Beredskap Gunnar Ahlström                                            | Alf Sjöberg        | Dramaten          |
| 1943 | Corneau                         | Kungen Robert de Flers, Emmanuel Arène och Gaston Arman de Caillavet | Rune Carlsten      | Dramaten          |
| 1945 | Gehejmerådet Cassius            | Ödestimmen Hjalmar Söderberg                                         | Rune Carlsten      | Dramaten          |
| 1945 |                                 | Markurells i Wadköping Hjalmar Bergman                               | Sandro Malmquist   | Malmö stadsteater |
| 1948 | Greve de Bréville               | Fettpärlan Gösta Sjöberg                                             | Harry Roeck-Hansen | Blancheteatern    |
| 1962 | Don Alfonso, Cocolinas far      | Resan (Le voyage) Georges Schehadé                                   | Alf Sjöberg        | Dramaten          |

## Radioteater

### Roller
| År   | Roll                          | Produktion                  | Regi          |
| ---- | ----------------------------- | --------------------------- | ------------- |
| 1944 | Kammarherre Jonas Hawerskiöld | Amiralinnan Hilding Östlund | Gunnar Olsson |